# Jabłonki

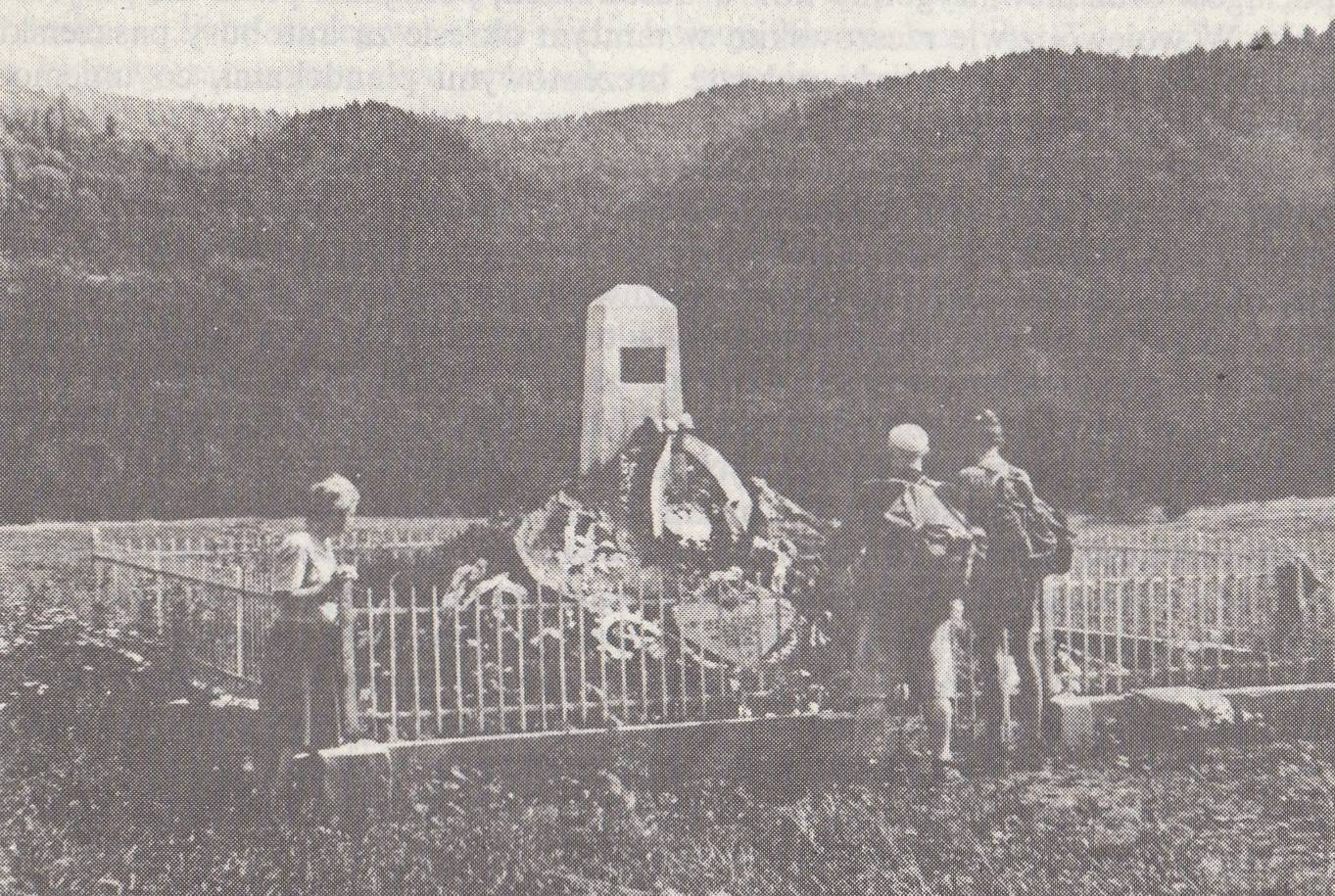
Stary pomnik Świerczewskiego – 1952 r.

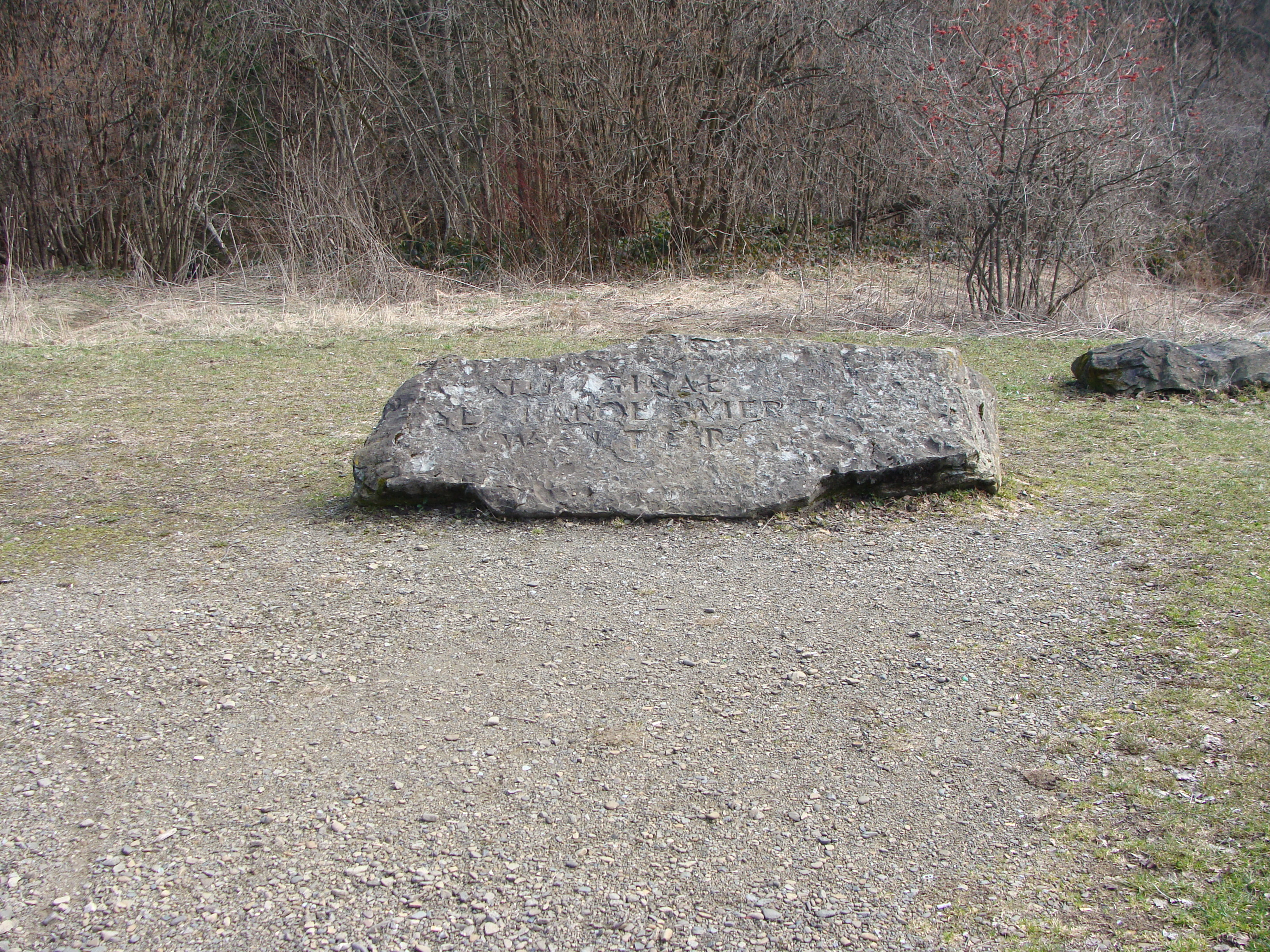
Kamień upamiętniający miejsce śmierci gen. Karola Świerczewskiego.

Jabłonki – osada w województwie podkarpackim, w powiecie leskim, w gminie Baligród. Leży przy drodze 893 Baligród–Cisna.
Przez miejscowość przepływa niewielka rzeka Jabłonka, będąca dopływem i jednocześnie stanowiąca górny bieg rzeki Hoczewki. Na północnym skraju osady znajduje się całoroczne schronisko młodzieżowe i współczesny kościół filialny, właściwie należący do wsi Kołonice.
14 lutego 1968 szczyt górski we wsi Jabłonki otrzymał nazwę Walter.
W latach 1975–1998 miejscowość administracyjnie należała do województwa krośnieńskiego.

## Geografia
Z wsią sąsiadują następujące miejscowości: Kołonice, Stężnica, Baligród, Cisna.

## Historia
Wieś prawa wołoskiego, istniała już w 1498 i była pierwszą osadą założoną przez Balów tak głęboko w górach. Ulokowana przy ważnym trakcie pełniła zapewne funkcje strażnicze. Potwierdza to duże, dwułanowe uposażenie kniazia, którego podstawowym obowiązkiem była służba zbrojna. Wieś pozostała w rękach Balów do końca XVIII w., później należała do Urbańskich i Sołdraczyńskich. W 1921 liczyła 63 domy i 409 mieszkańców (327 grekokatolików, 77 rzymskich katolików, 5 wyznania mojżeszowego). Ciągnęła się na południe od obecnej zabudowy, na długości 2,5 km, aż do początku serpentyn szosy.
Cerkiew parafialna „Opieki Matki Boskiej” istniała już w pierwszej połowie XVIII wieku. W centrum znajdowała się drewniana cerkiew z 1902, a przy niej cmentarz parafialny і wojenny (z lat 1914 i 1915). W 1957 cerkiew została rozebrana na materiały budowlane. Na starym cmentarzu przetrwało kilka grobów.
W II Rzeczypospolitej wieś w powiecie leskim województwa lwowskiego. 25 września 1944 wieś została zajęta przez wojska radzieckie.
W maju 1946 większość mieszkańców wsi została przymusowo wysiedlona do ZSRR.
28 marca 1947 na terenie już wysiedlonych i zniszczonych Jabłonek zginął w zasadzce UPA wiceminister obrony narodowej, gen. Karol Świerczewski, jadący na inspekcję garnizonu w Cisnej. W miejscu jego śmierci znajduje się pamiątkowy głaz.
Trzy dni po zabójstwie gen. Świerczewskiego, sotnia UPA „Chrina” dokonała masakry 30 rannych żołnierzy WOP, mordując ich w bestialski sposób po napadzie na transport rannych z Cisnej do Baligrodu. Łącznie w kilku zasadzkach, które w latach 1946–1947 zorganizowali nacjonaliści ukraińscy z OUN-UPA, zginęło tutaj 49 żołnierzy Wojska Polskiego.
Pierwszy pomnik w Jabłonkach odsłonięto 18 kwietnia 1948. W 1962 wybudowano pomnik Świerczewskiego projektu Franciszka Strynkiewicza. Jego otoczenie urządzono jak park (obecnie w zaniedbaniu). W 2018 pomnik zburzono. W latach 1985–1987 kosztem 250 mln zł wybudowano w Jabłonkach muzeum poświęcone osobie gen. Świerczewskiego o pow. 829 m kw., otwarte 28 marca 1987 jako filia Muzeum Historycznego w Sanoku. W pierwszym roku działalności obiekt zwiedziło 200 tys. osób, tym (5 VIII 1987) Wojciech Jaruzelski. W 1989 placówkę zamknięto, a w 1990 wystawę o Walterze ostatecznie zlikwidowano; sam obiekt wykorzystano na prywatną wystawę przyrodniczo-łowiecką, a w 2000 gmina Baligród sprzedała go za kwotę 410 tys. zł.
700 m dalej na południe, na dawnym terenie dworskim zakład karny. Przy zejściu z drogi asfaltowej na czarnym szlaku na Łopiennik (po lewej stronie, na niewielkim wzniesieniu) murowana kapliczka. Przed II wojną światową Jabłonki były znaną osadą letniskową, w której znajdowało się kilka domów willowych będących własnością hrabiego Skarbka, ale również tzw. letnisko akademickie dla studentów.

## Szlaki piesze
Z Jabłonek szlak czarny prowadzi w kierunku pasma Wysokiego Działu, Łopiennika i Durnej (wyznakowano go w 1954 jako szlak wolnościowy im. generała Karola Świerczewskiego), a szlak zielony na Walter. Od wiosny 2007 prowadzi tędy szlak walterowski przez Rzepedź, Baligród, Cisnę, Górę Walter, Jabłonki do miejsca, gdzie zginął generał Karol Świerczewski ps. „Walter”. W Jabłonkach funkcjonuje całoroczne schronisko młodzieżowe.